# Maya-Maya repülőtér
A Maya-Maya nemzetközi repülőtér (IATA: BZV, ICAO: FCBB) Kongói Köztársaság egyik nemzetközi repülőtere, amely Brazzaville közelében található. Éves utasforgalma 722 633 fő (2017).

## Futópályák
A repülőtér futópályái:
- 05/23 (3300 m, 45 m, aszfalt)

## Forgalom
Az utasforgalom az elmúlt években az alábbi módon változott:
| Utasok száma | 828 927 | 957 472 | 1 232 905 | 839 508 | 722 633 |
|              | 2011    | 2012    | 2015      | 2016    | 2017    |

## Légitársaságok és úticélok
2023-ban a Maya-Maya repülőtérről az alábbi járatok indulnak:

### Személy
| Légitársaság                    | Célállomások                       |
| ------------------------------- | ---------------------------------- |
| Afrijet                         | Libreville                         |
| Air Côte d'Ivoire               | Abidjan, Accra, Libreville         |
| Air France                      | Párizs-Charles de Gaulle repülőtér |
| ASKY Airlines                   | Kinshasa–N'djili, Lomé             |
| Canadian Airways Congo          | Impfondo, Ouesso, Pointe-Noire     |
| Ceiba Intercontinental Airlines | Malabo                             |
| Ethiopian Airlines              | Addis Ababa                        |
| Kenya Airways                   | Luanda, Nairobi–Jomo Kenyatta      |
| Mauritania Airlines             | Bamako, Cotonou, Nouakchott        |
| Royal Air Maroc                 | Casablanca                         |
| RwandAir                        | Cotonou, Douala, Kigali            |
| TAAG Angola Airlines            | Luanda                             |
| Trans Air Congo                 | Douala, Libreville, Pointe-Noire   |

### Cargo
| Légitársaság             | Célállomások     |
| ------------------------ | ---------------- |
| Air France Cargo         | Bangui           |
| Cargolux                 | Luxembourg       |
| Etihad Cargo             | Abu Dhabi, Lagos |
| Ethiopian Airlines Cargo | Addis Ababa      |